# Нью-Аллуве (Оклахома)
Нью-Аллуве (англ. New Alluwe) — місто (англ. town) в США, в окрузі Новата штату Оклахома. Населення — 89 осіб (2020).

## Географія
Нью-Аллуве розташований за координатами 36°36′36″ пн. ш. 95°29′19″ зх. д. / 36.61000° пн. ш. 95.48861° зх. д. (36.610029, -95.488729).  За даними Бюро перепису населення США в 2010 році місто мало площу 0,30 км², уся площа — суходіл.

## Демографія
Згідно з переписом 2010 року, у місті мешкало 90 осіб у 34 домогосподарствах у складі 25 родин. Густота населення становила 304 особи/км².  Було 41 помешкання (138/км²).
Расовий склад населення:
| - 44,4 % — білих - 32,2 % — корінних американців |

До двох чи більше рас належало 23,3 %. Частка іспаномовних становила 0,0 % від усіх жителів.
За віковим діапазоном населення розподілялося таким чином: 30,0 % — особи молодші 18 років, 56,7 % — особи у віці 18—64 років, 13,3 % — особи у віці 65 років та старші. Медіана віку мешканця становила 34,5 року. На 100 осіб жіночої статі у місті припадало 73,1 чоловіків;  на 100 жінок у віці від 18 років та старших — 75,0 чоловіків також старших 18 років.
Середній дохід на одне домашнє господарство  становив 31 962 долари США (медіана — 35 750), а середній дохід на одну сім'ю — 40 383 долари (медіана — 40 000). За межею бідності перебувало 19,8 % осіб, у тому числі 10,0 % дітей у віці до 18 років та 10,5 % осіб у віці 65 років та старших.
Цивільне працевлаштоване населення становило 20 осіб. Основні галузі зайнятості: освіта, охорона здоров'я та соціальна допомога — 30,0 %, виробництво — 25,0 %, транспорт — 20,0 %.